# Devlab
Devlab – solowy album studyjny kanadyjskiego muzyka Devina Townsenda. Wydawnictwo ukazało się 4 grudnia 2004 roku nakładem wytwórni muzycznej HevyDevy Records. Materiał został zarejestrowany w całości przez samego Townsenda, który był także producentem nagrań. 

## Lista utworów
Opracowano na podstawie materiału źródłowego.
| Nr  | Tytuł utworu  | Długość |
| --- | ------------- | ------- |
| 1.  | „Devlab I”    | 1:07    |
| 2.  | „Devlab II”   | 4:10    |
| 3.  | „Devlab III”  | 4:21    |
| 4.  | „Devlab IV”   | 2:42    |
| 5.  | „Devlab V”    | 5:08    |
| 6.  | „Devlab VI”   | 5:55    |
| 7.  | „Devlab VII”  | 1:42    |
| 8.  | „Devlab VIII” | 4:30    |
| 9.  | „Devlab IX”   | 10:17   |
| 10. | „Devlab X”    | 3:48    |
| 11. | „Devlab XI”   | 1:35    |
| 12. | „Devlab XII”  | 4:44    |
| 13. | „Devlab XIII” | 9:45    |
| 14. | „Devlab XIV”  | 4:11    |
| 15. | „Devlab XV”   | 2:04    |
|     |               | 1:05:59 |